# Flygtningen
Flygtningen (Deens voor Vluchtelingen) is een compositie van Niels Gade. Het is een ongedateerd werk van deze Deense componist. Gade zette muziek onder een gelijknamig gedicht van Carsten Hauch. Hauch wist waarover hij het had; hijzelf was een vluchteling; hij moest tijdens de revolutiejaren 1848/1849 vluchten vanuit zijn Duitse onderkomen naar uiteindelijk Denemarken. Bovendien startte in 1848 de Eerste Duits-Deense Oorlog waarbij ook Zweden betrokken was. Hauch was Noor en was dus via de Personele unie tussen Zweden en Noorwegen persona-non-grata in Duitsland.
Gade die van Hauchs gedicht een lied maakte moest ook vluchten. Hij had een muzikale loopbaan in Leipzig, maar moest tijdens de schermutseling ook vertrekken. 
De beginregel luidt: Farvel mit elskte Moderhjem! ('Vaarwel, mijn oude moederland'). 